# هنری گابریلیان
هنری (هاروتیون) گابریلی گابریلیان (ارمنی: Հենրի (Հարություն) Գաբրիելի Գաբրիելյան؛  زادهٔ ۳ نوامبر ۱۹۰۳ - درگذشته ۱۰ آوریل ۱۹۸۱) ویراستاری، فیلسوف و استاد اهل ارمنستان از تاریخ ۱۹۳۷ تا تاریخ ۱۹۳۷ ریاست دانشگاه دولتی ایروان را برعهده داشت.

## زندگی‌نامه
وی در ۱۶ نوامبر [سبک قدیمی: ۳ نوامبر] ۱۹۰۳ در پاتاکانتس به دنیا آمد و از مدرسه اسقفی ایروان، دانشگاه دولتی ایروان (۱۹۲۸) و انجمن استادهای سرخ مسکو (۱۹۳۳) فارغ‌التحصیل گشت. همچنین برندهٔ جوایزی همچون نشان پرچم سرخ کار و دانشمند شایسته ارمنستان شوروی (۱۹۶۳) شده است. وی در ۱۰ آوریل ۱۹۸۱ در سن ۷۷ سالگی در ایروان درگذشت.

## نگارخانه

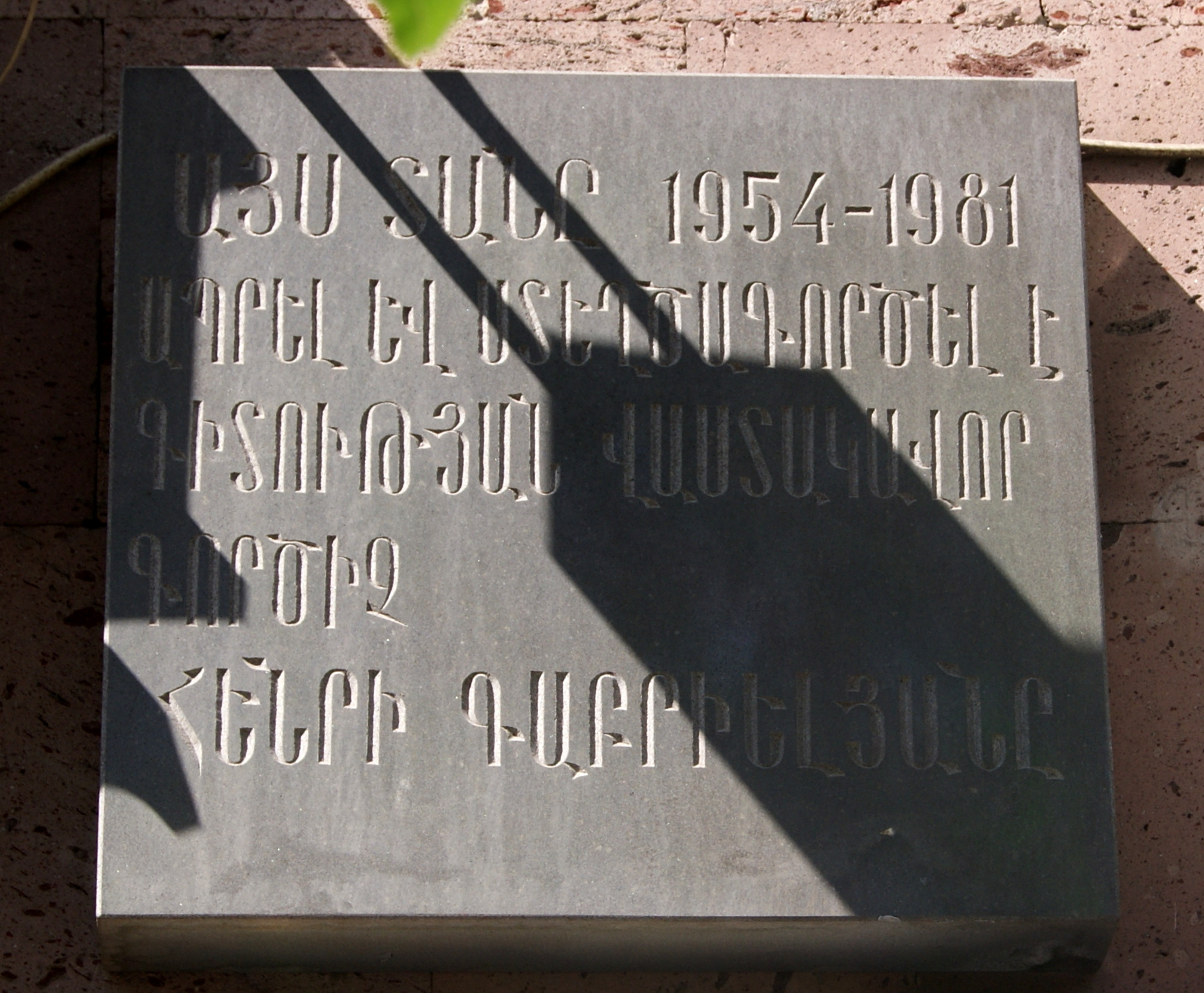

## یادداشت
1. ↑  փիլիսոփայական գիտությունների դոկտոր